# Joseph-Philibert Girault de Prangey
 (octobre 2020).
Pour les articles homonymes, voir Girault.
Joseph-Philibert Girault de Prangey, né Joseph-Philibert Girault à Langres le 20 octobre 1804 et mort à Courcelles-Val-d'Esnoms le 7 décembre 1892, est un archéologue, photographe, dessinateur et éditeur d'art français.

## Biographie
Joseph-Philibert Girault est né à Langres en 1804.  Seul survivant d'une fratrie de quatre enfants, il est l'unique héritier des seigneurs de Genevrières  et de Prangey par ses parents, Claude Joseph Girault (1775-1819) et Barbe Philiberte Rosine Piétrequin (1778-1825). C’est en 1825 qu’il associe ses deux patronymes : Girault de Prangey.
Après des études au collège de Langres, il poursuit sa formation à Paris où il obtient un baccalauréat en lettres en 1826, puis un baccalauréat en droit en 1828. À Paris, il poursuit sa formation artistique, possiblement commencée à Langres, auprès des paysagistes François-Edme Ricois et Jules Coignet.
Jouissant d’une grande fortune personnelle, il consacre sa vie à ses passions : les voyages, l’art et l’édition. Tout au long de sa vie, il exploite les évolutions techniques de son temps pour reproduire le plus fidèlement possible ses sujets d’étude et en proposer une plus grande exactitude. Il se forme à la photographie, au daguerréotype d'abord, puis à la photographie sur plaque de verre (collodion et stéréoscopie).

## Girault de Prangey et Langres
En 1828, il revient dans sa ville natale et s’intéresse à la protection de son patrimoine. Il lance un inventaire des blocs gallo-romains extraits des remparts de la ville alors en travaux. De ce travail, naît le premier fonds lapidaire langrois.
Au sein de Société archéologique de Langres, dont il est l'un des fondateurs - future Société historique et archéologique de Langres- il s’engage à étudier, diffuser et rassembler le patrimoine local. En 1836, il propose à la municipalité un projet de musée avec l’aide de Jean Félix Onésime Luquet et d’Émile Sagot, un architecte et dessinateur de Dijon. Ce projet accepté, donne naissance au musée archéologique de Langres, alors installé dans une chapelle du XIIe siècle en juin 1838. Il se monte un généreux donateur et participe activement à l'enrichissement des collections du musée. Parmi les œuvres qu'il lègue au musée de Langres, on trouve un ensemble de moulages de stucs de l'Alhambra, signe de son attachement à ce monument.
De 1847 à 1857, il dirige la publication des Mémoires de la Société historique et archéologique de Langres. Ce recueil, composé de diverses livraisons, étudie le patrimoine haut-marnais. Girault de Prangey écrit des articles et supervise la production des lithographies illustrant cet ouvrage.

## Voyager et étudier
Girault de Prangey voyage dès son plus jeune âge. Avant ses trente ans, il a déjà visité plusieurs fois l’Italie, l’Europe et les Alpes.

### Méditerranée occidentale (1832-1834)

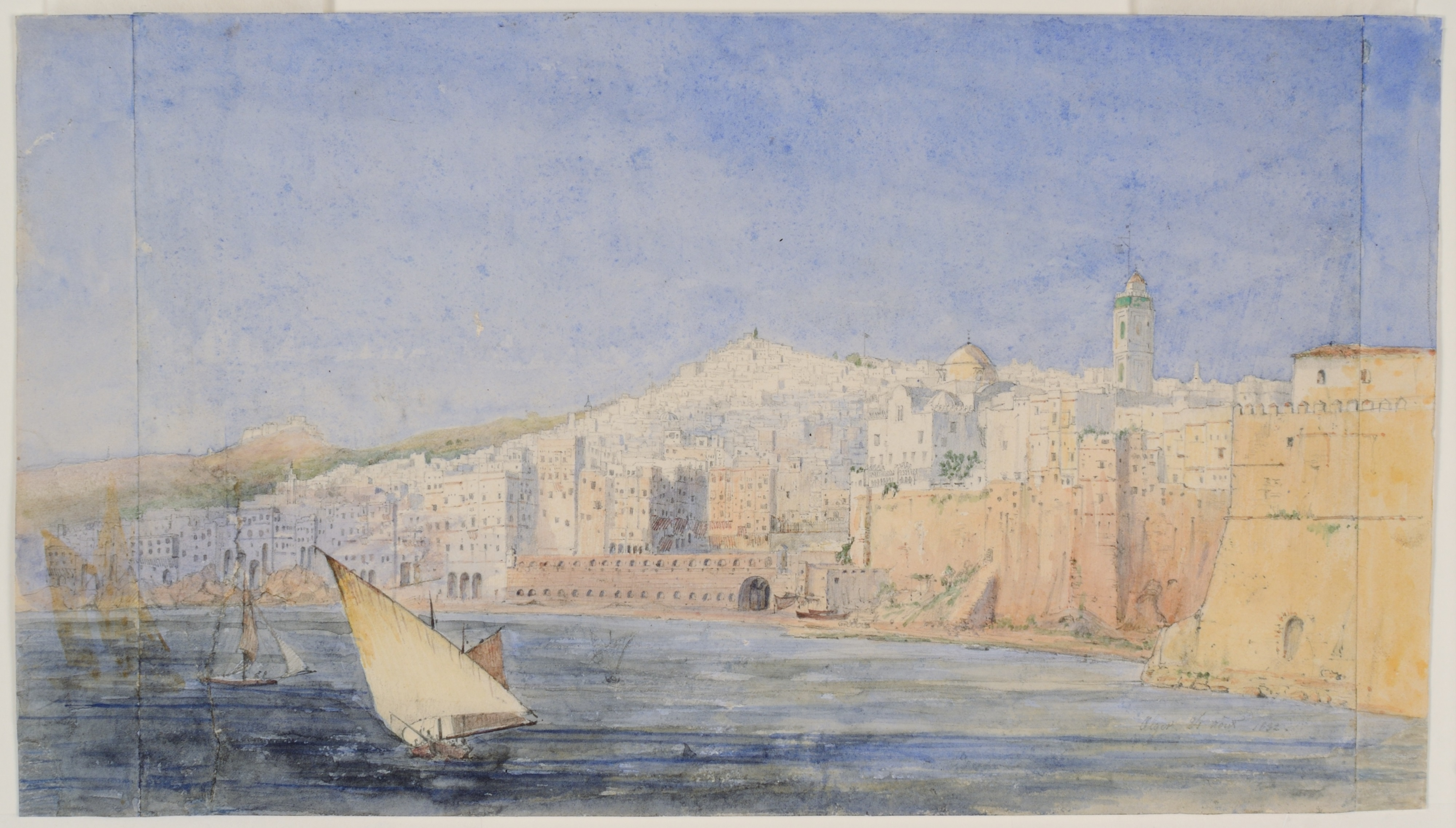
Alger (1832), crayon et aquarelle sur papier, musée d'Art et d'Histoire de Langres.

En mai 1832, Girault de Prangey part pour un premier long voyage au cours duquel il visite le Maghreb, l’Espagne, la Sicile et l’Italie. C’est en Tunisie qu’il fait sa première escale avant de se rendre en Algérie. Lors de cette étape, il se confronte pour la première fois à l’architecture de l’Islam. Il y découvre mosquées, casbahs et paysages arides.
En novembre 1832, Girault de Prangey est en Espagne et plus précisément en Andalousie. Il s’inscrit sur les registres d’entrée du palais de l’Alhambra de Grenade, où il travaille avec rigueur et acharnement pendant dix mois. Il compare, dessine, mesure et réalise des plans du complexe palatial afin de mieux comprendre l’architecture arabo-andalouse. Lors cette étape en Sud Espagne, il visite également Cordoue et Séville. En octobre 1833, l'artiste se dirige vers le nord de l’Espagne où il visite, entre autres, Tarragone, Barcelone et Gérone. Il se rend ensuite à Palerme en Sicile.
De ce voyage, Girault de Prangey rassemble de nombreux dessins au crayon, lavis et gouache blanche qui lui permettent de composer les lithographies de son ouvrage Monuments arabes et moresques de Cordoue, Séville et Grenade, dessinés et mesurés en 1832 et 1833 (1836) et Souvenirs de Grenade et de l’Alhambra (1837).

### Méditerranée orientale (1842-1845)

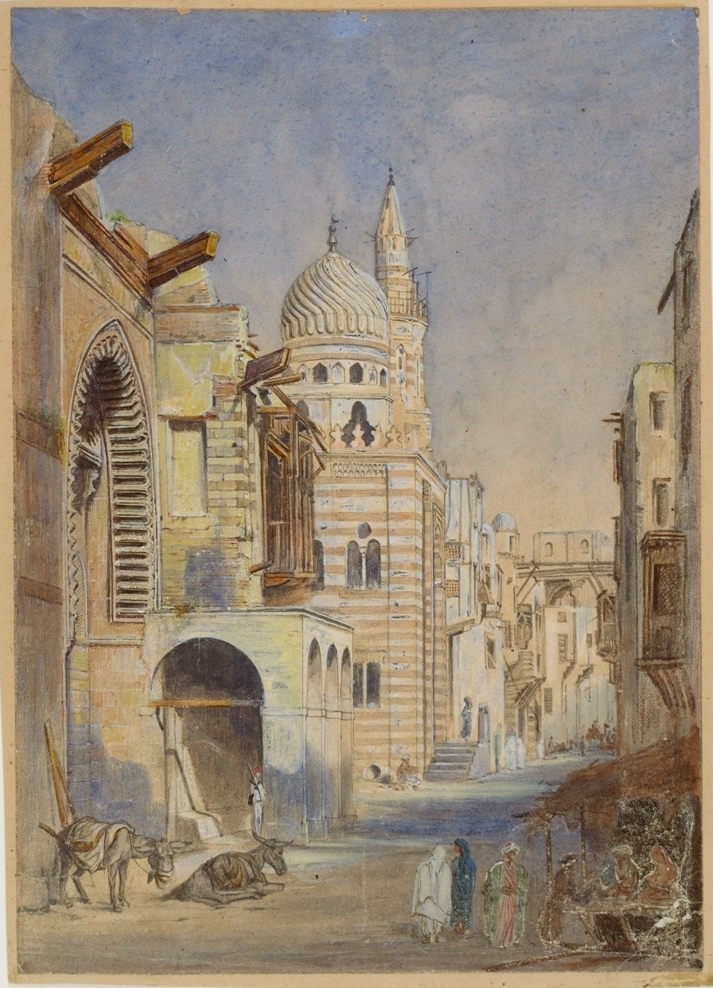
Mosquée près de Bâb-El-Ouîzir au Caire (1842-1844), crayon et aquarelle sur papier, musée d'Art et d'Histoire de Langres.

En février 1842, Girault entreprend un voyage très en vogue au XIXe siècle : le Grand Tour oriental. Comme nombre de ses contemporains, il suit un parcours popularisé par François-René de Chateaubriant dans Itinéraire de Paris à Jérusalem (1811). Ce voyage le mène aux confins de la Méditerranée orientale : Grèce, Asie Mineure, Proche-Orient et Égypte. Lors de ce voyage, il utilise son nouvel outil de travail : le daguerréotype.
Embarqué à Marseille, il part pour l'Orient. Il commence son voyage en Italie où il prend le temps de visiter Rome et ses environs puis se dirige vers la Grèce. Il fait ensuite une première escale en Égypte où il se confronte aux premiers monuments de l’Islam de ce voyage. Il visite Alexandrie, Fouah et Le Caire. Il se rend ensuite en Asie Mineure où il visite Constantinople avant de longer la côte du pays, traversant Smyrne, Sardes et d’autres sites emblématiques. À l’automne 1843, Girault est de retour en Égypte. Il séjourne de nouveau au Caire, puis part à la découverte de la Haute-Égypte et de ses temples pharaoniques (Memphis, Saqqarah, Abydos, Dendérah, Thèbes, Louxor, Abou Simbel…). Il termine son voyage oriental en se rendant au Proche-Orient où il traverse l’ancienne Palestine, le Liban et la Syrie.
Ce voyage est très prolifique. Girault de Prangey ramène avec lui plus de mille plaques photographiques composées de vues larges mais aussi de vues de détails. Des portraits et des photographies de plantes complètent l'ensemble. Certaines photographies lui permettent de produire des aquarelles qu’il utilise ensuite pour produire des chromolithographies, publiées dans Monuments arabes d’Égypte, de Syrie et d’Asie mineure, dessinés et mesurés de 1842 à 1845 (1846).

## Œuvre

### Girault de Prangey et la photographie
Dès la création de la photographie par daguerréotype, Girault de Prangey s'empare de cette nouvelle technique. Les premiers clichés qui lui sont connus sont des vues de Paris et le chalet alpin de son domaine haut-marnais,.
Ses daguerréotypes constituent les photographies les plus anciennes connues de la Grèce, la Palestine, l'Égypte, la Syrie et la Turquie. Ses travaux qui n'étaient pour Girault que des médiums de travail, furent découverts seulement dans les années 1920 dans sa propriété et ne sortirent de l'anonymat que 80 ans plus tard.
Aux côtés du daguerréotype, Girault de Prangey réalise des photographies sur plaque de verre. Il produit des tirages de grands formats et de nombreuses vues stéréoscopiques dont sa villa, installée à Courcelles-Val-d'Esnoms, est le sujet de prédilection. Occasionnellement, il s'essaie aussi au cyanotype.

### Un artiste peintre moins connu
Principalement connu pour ses photographies, Girault de Prangey est aussi dessinateur. Lors de ses voyages, il réalise de nombreux dessins et croquis qui servent de bases à ses lithographies. C'est d'ailleurs par ce medium qu'il est représenté lors des salons. Ces dessins, au crayon rehaussés de gouache ou d'encre parfois, font preuve d'une grande minutie et d'une grande connaissance technique. Il relève les ombres et les points lumineux qu'il souhaite mettre en valeur lors de ses impressions.
Il fait également une courte carrière picturale. Il expose au Salon de 1836 deux huiles sur toiles intitulées Promenade et tours d’enceinte du palais de l’Alhambra à Grenade et Hammamet ville fortifiée de la régence de Tunis. Par la suite, ses propositions sont plusieurs fois refusées au Salon, marquant la fin de sa carrière picturale. Actuellement, seuls quatre tableaux de lui sont connus, dont deux sont présentés au musée d'Art et d'Histoire de Langres, les deux autres n'étant pas localisés.

## Le domaine des Tuaires à Courcelles-Val-d'Esnoms

### Une maison néo-mauresque

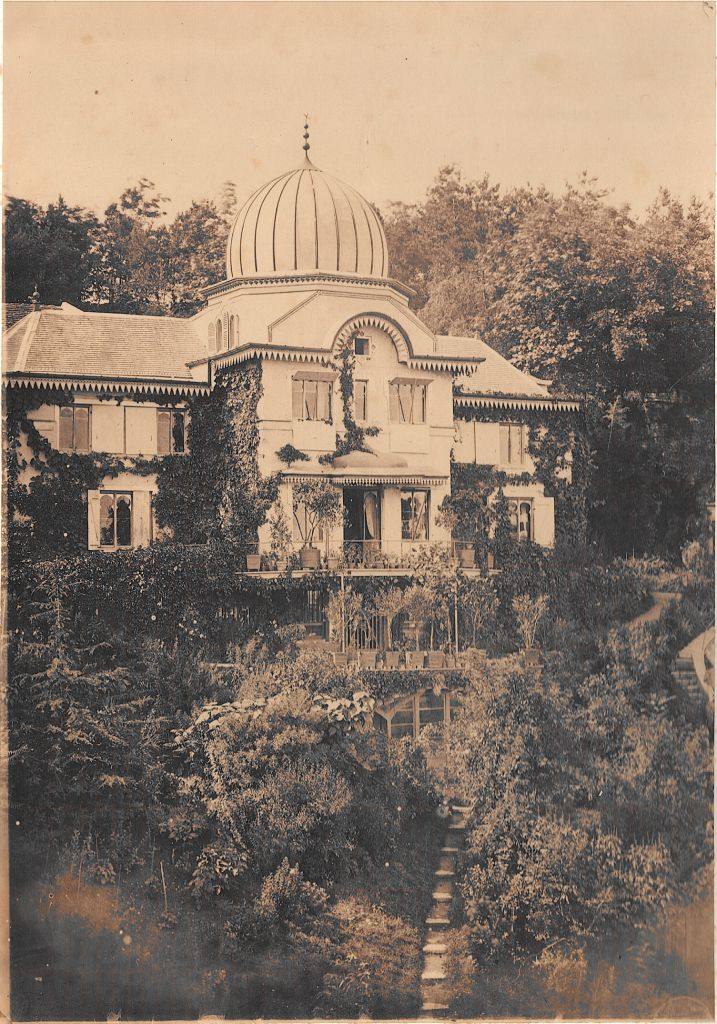
Villa des Tuaires (1860-1870), photographie albuminée, musée d'Art et d'Histoire de Langres.

Vers 1836, Girault de Prangey fait construire une maison bourgeoise sur un terrain hérité de son père. Situé à 25 kilomètres au sud de Langres, à Courcelles-Val-d'Esnoms, ce terrain est nommé « Tuaires » sur les cadastres municipaux. Ce domaine atypique, de neuf hectares en forte déclivité, est inséré dans un cirque rocheux. De cette topographie particulière Girault de Prangey va construire un domaine à son image. Dès les premiers travaux, il installe un portail qui synthétise les motifs arabo-andalous observés à Grenade et Cordoue en 1832-1833.
À partir de 1845, Girault de Prangey transforme sa maison en la parant d'un style néo-mauresque. Un imposant dôme de zinc est installé sur le corps central, rappelant le dôme du Rocher observé à Jérusalem. Des placages de bois agrémentent les huisseries et les habillent d'arcs outrepassés. 

### Un jardin de collectionneur
Ce terrain est en travaux entre 1845 et 1880 environ. Des escaliers et des allées permettent de parcourir le site. Des plantes du monde entier sont cultivées sur le domaine des Tuaires.
L'artiste meurt en ces lieux à l'hiver 1892. Un membre de sa famille hérite du domaine puis le vend quelques années plus tard. En 1921, la demeure est détruite pour ne laisser subsister que quelques ruines sur lesquelles la nature a repris ses droits.

## Expositions
- 2006 : Antiquity and photography : early views of ancient Mediterranean sites, Villa Getty, Malibu[10]

photographies de : Joseph-Philibert Girault de Prangey, Maxime Du Camp, John Beasley Greene, Félix Teynard, Gustave Le Gray, Francis Frith, William James Stillman, Robert Macpherson, Giorgio Sommer, Tommaso Cuccioni.
- été 2020 - printemps 2021 : Mille et un orients, Joseph Philibert Girault de Prangey (1804-1892), Musée d'art et d'histoire, Langres[11].

Photographies de Joseph-Philibert Girault de Prangey
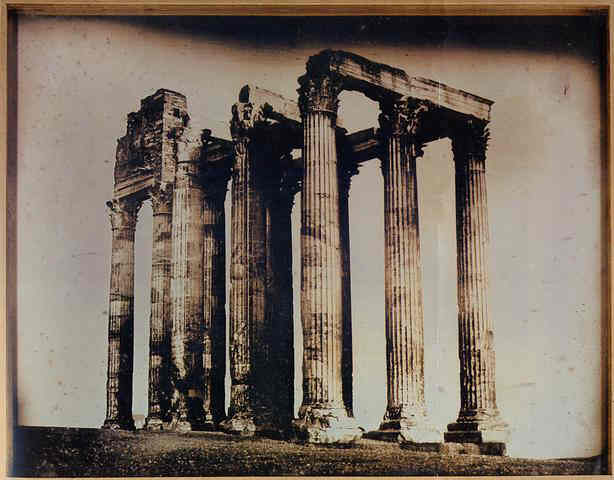
Temple de Jupiter olympien pris de l’est (1842), localisation inconnue.
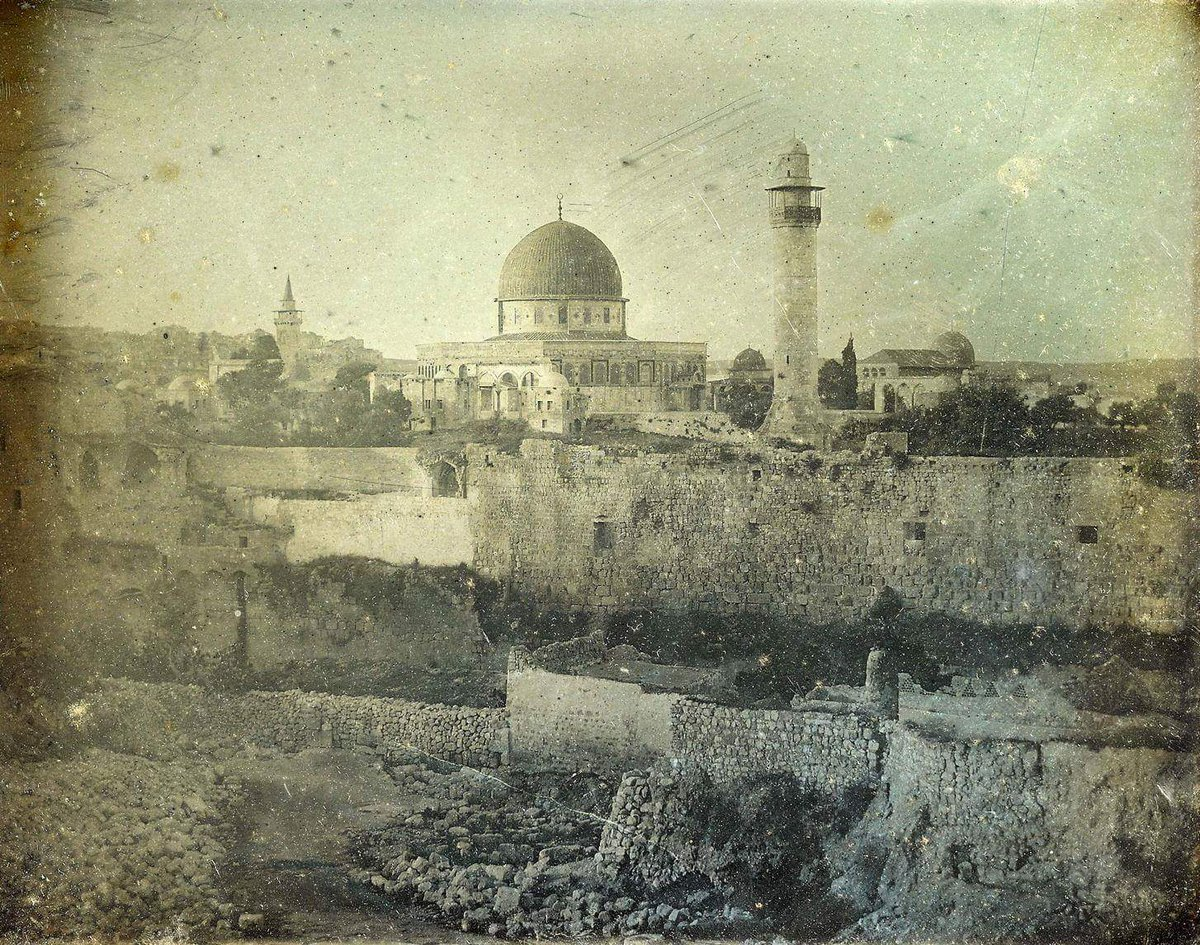
La Mosquée al-Aqsa, Jérusalem (1844), localisation inconnue.
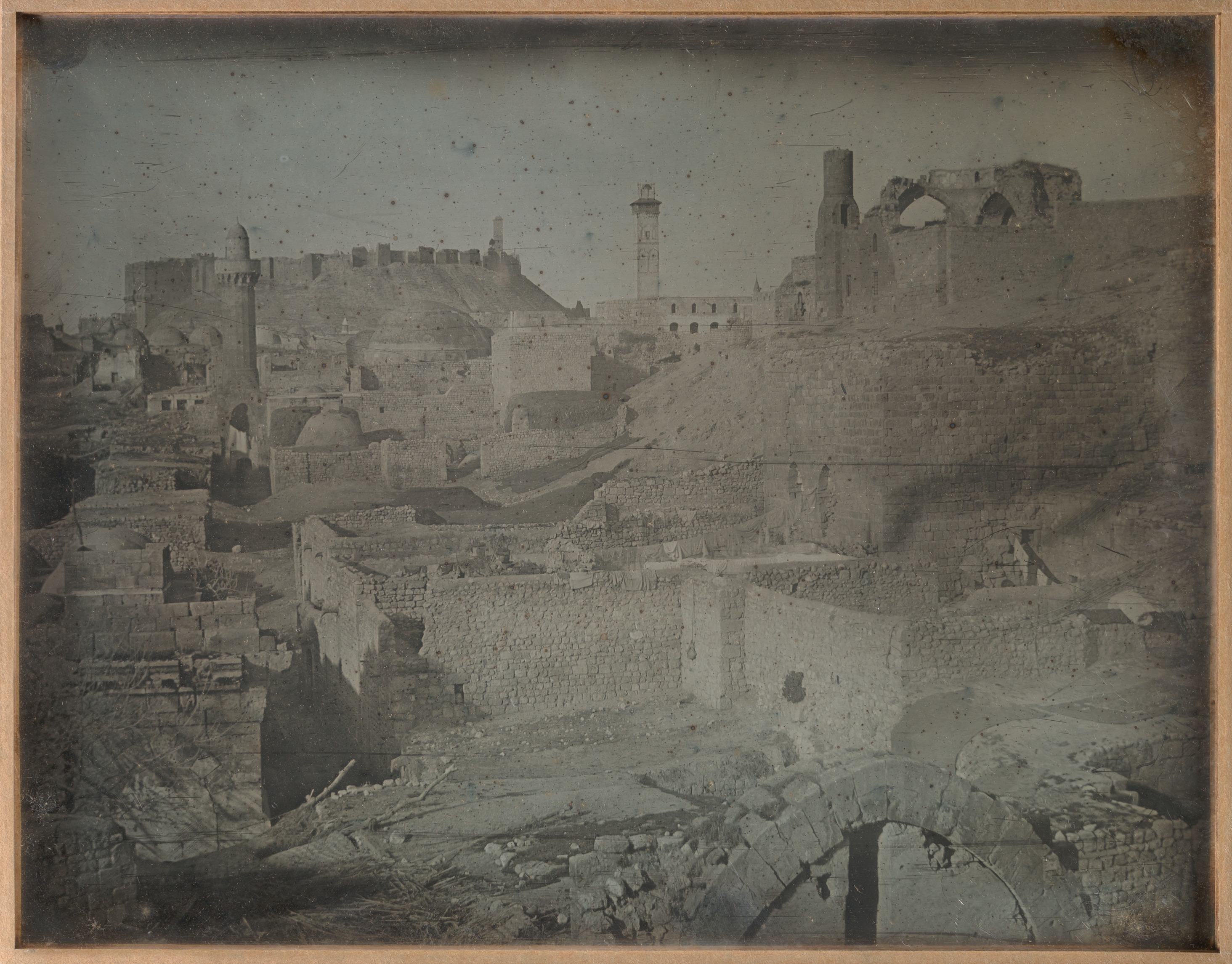
Alep (entre 1842 et 1844), New York, Metropolitan Museum of Art.